# Herz-Jesu-Kirche (Mayen)

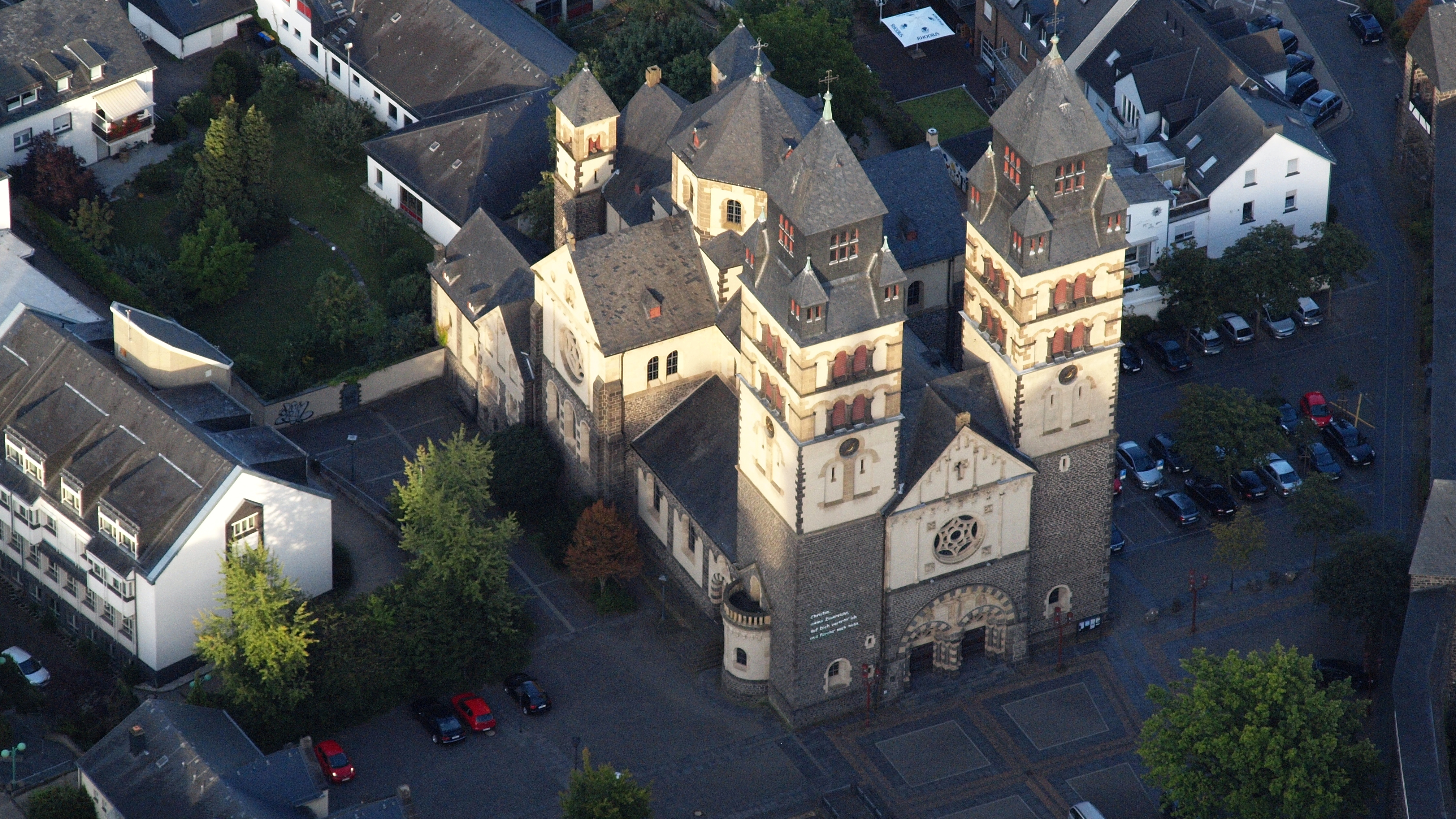
Mayen, Herz-Jesu-Kirche, Luftaufnahme (2015)

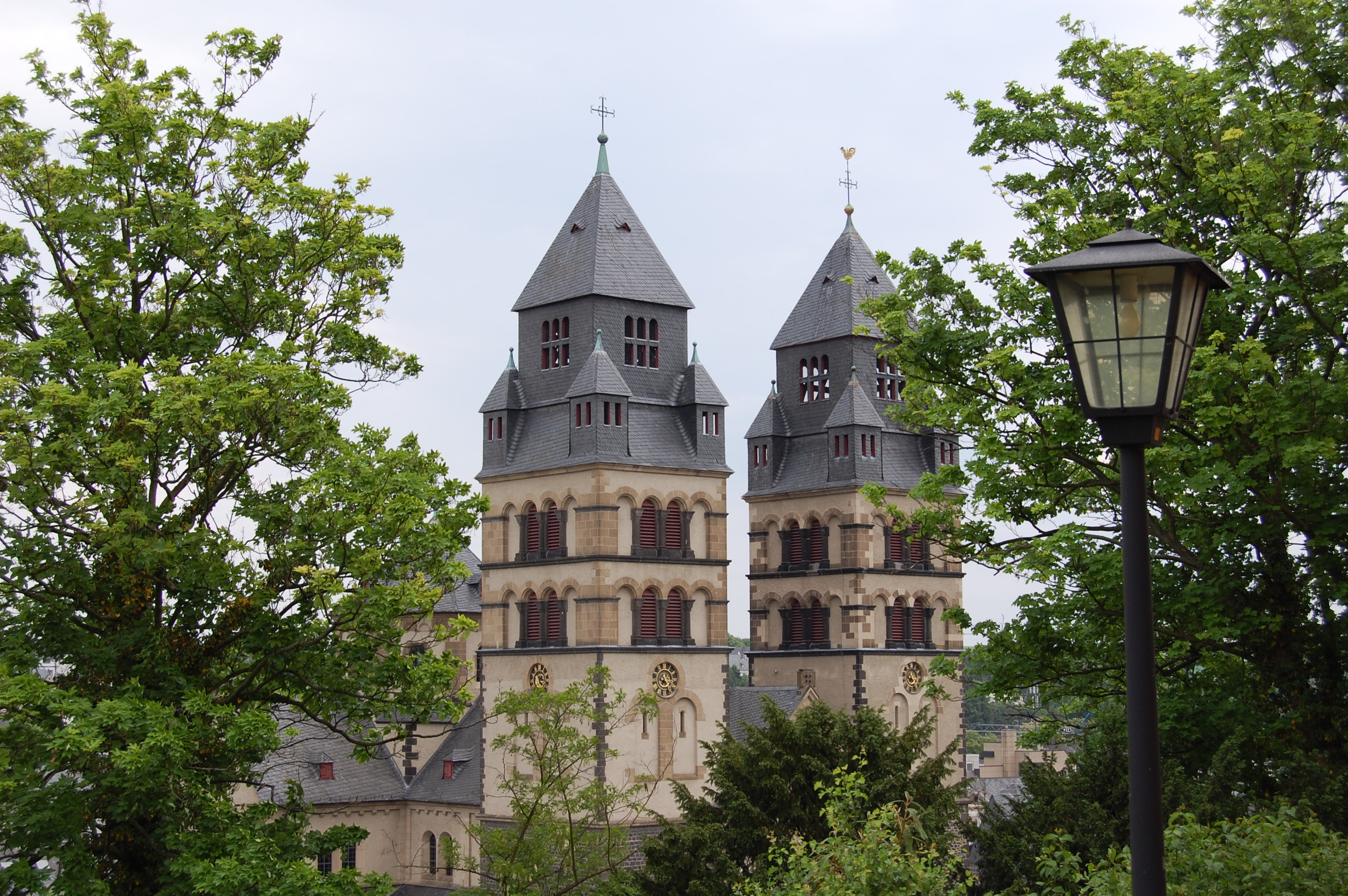
Doppeltürme von der Genovevaburg aus gesehen

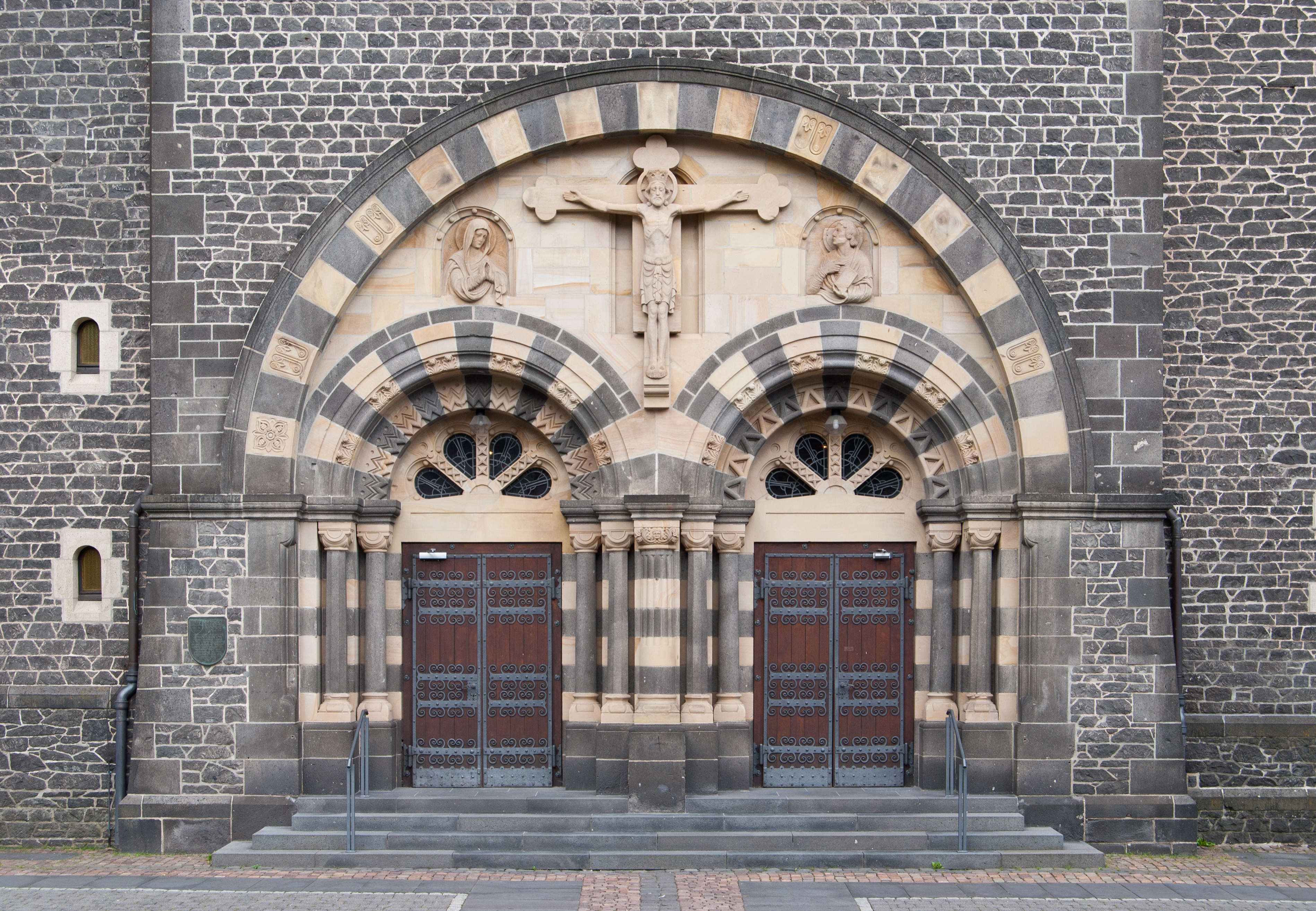
Portal

Die katholische Pfarrkirche Herz Jesu (ⓘ) mit ihren zwei massiven Glockentürmen zählt zu den markanten Bauwerken der rheinland-pfälzischen Stadt Mayen (Landkreis Mayen-Koblenz) in der Vulkaneifel. Sie gehört zur Pfarreiengemeinschaft Mayen, Teil des Dekanats Mayen-Mendig im Bistum Trier.

## Geschichte
Die Kirche wurde aufgrund der anwachsenden Gemeinde in den Jahren 1911 bis 1912 nach dem Entwurf des Kottenheimer Kirchenbaumeister Caspar Clemens Pickel in 13 Monaten als Ergänzung zur naheliegenden St.-Clemens-Kirche erbaut. 
Im Zweiten Weltkrieg wurde sie am 2. Januar 1945 größtenteils zerstört und 1952 unter dem Architekten Weschbach im alten Bild unter Einbeziehung des erhalten gebliebenen westlichen Kirchturms wiederaufgebaut. Ihre charakteristische Doppelturmfassade erhielt sie 1959 mit der Ergänzung des südwestlichen Glockenturms. Die beiden sind jeweils 43 Meter hoch und bilden zwei der fünf Türme der als Basilika errichteten Kirche. Der Innenraum der Kirche erstreckt sich über eine Länge von 50 Metern und einer Breite von 29 Metern. Die Höhe des Mittelschiff beträgt 15 Meter. 
In den Jahren 1995 bis 2001 wurde die Kirche grundlegend renoviert. Schäden am Dach und an der Fassade wurden saniert und anschließend eine umfassende Innensanierung durchgeführt. Der Altar wurde mehr in die Mitte verschoben, die Innenmalerei von Damaris Wurmdobler wurden erneuert und neue Fenster des Künstlers Jakob Schwarzkopf ersetzten die eher einfachen Nachkriegsfenster.
Das neuromanische Kirchengebäude liegt direkt an der Mayener Stadtmauer sowie östlich unterhalb der Genovevaburg und ist, ebenso wie diese, angepasst im mittelalterlichen Stil gehalten. Es handelt sich um ein geschütztes Kulturdenkmal und ist damit Teil der Denkmalliste der Stadt Mayen.

## Pfarrer
- 1939–1961 Anton Arenz
- 1961–1989 Paul Bieringer
- 1989–2007 Hans Schneider
- 2008–2020 Matthias Veit
- seit 2021: Jörg Schuh

## Glocken
In den beiden Türmen hängen 4 Glocken. Sie wurden 1986 von der Glockengießerei Mabilon in Saarburg gegossen.
Glocke 1 H°+1 2800 kg 1640 mm
Glocke 2 cis'+0 2000 kg 1460 mm
Glocke 3 e'-2 1200 kg 1240 mm
Glocke 4 fis'+0 800 kg 1100 mm